# 傑多夫斯克
傑多夫斯克（俄语：Де́довск）是俄羅斯莫斯科州中部的一個城市。位於莫斯科以西38公里。2002年人口27,622人。
1573年開埠，稱為傑多夫。1913年在附近建立了傑多夫斯基並逐漸吸納了前者。1940年設市並改現名。